# FOX體育二台
FOX體育二台（FOX Sports 2）是福斯國際電視網旗下的體育家族頻道「FOX體育台」的子台，由衛視體育台的東南亞、台灣及香港分台改名而來。

## 外部連結
- 亞洲區FOX體育台節目表 （页面存档备份，存于）